# Вазґенашен (Мартуні)
Вазґенашен (вірм. Վազգենաշեն) — село у Мартунинському районі Нагірно-Карабаської Республіки. Село розташоване за 30 км на захід від міста Мартуні та 7 км на південний захід від траси Мартуні — Мартакерт.